# Référendum danois de 2014
Le référendum danois de 2014 a lieu le 25 mai 2014, en parallèle des élections européennes afin de permettre à la population du Danemark de se prononcer sur l'adhésion du pays à la juridiction unifiée du brevet.
Le projet d'adhésion est approuvé par 62,47 % des électeurs.

## Contexte

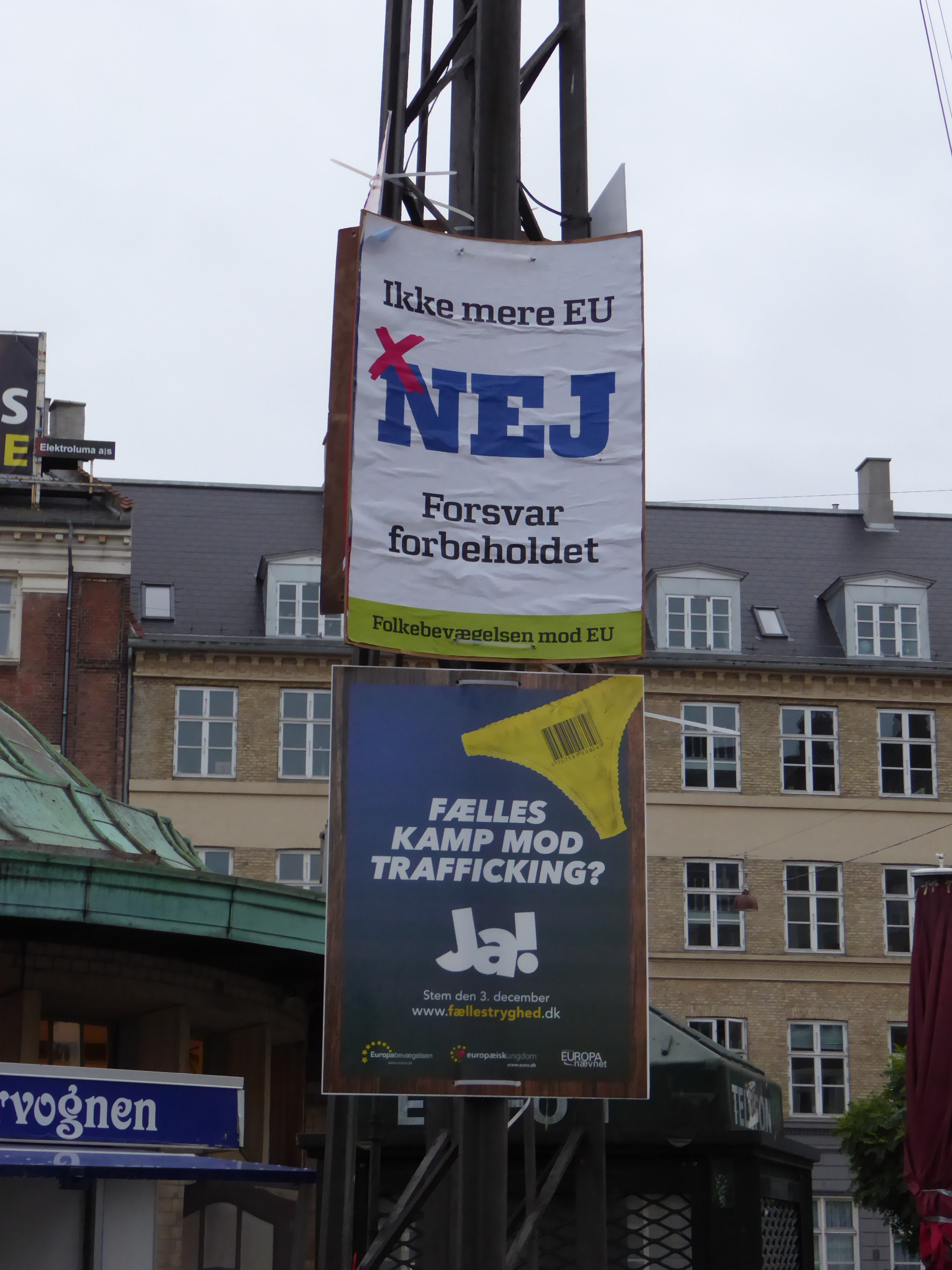
Affiches électorales pour le « non » en haut et pour le « oui » en bas.

En mai 2013, le ministère de la Justice estime que l'accord relatif à une juridiction unifiée du brevet signé le 19 février constitue un abandon de souveraineté. Par conséquent, au titre de l'article 20 de la Constitution danoise, la ratification de l'accord doit se faire soit par référendum, soit par un vote à la majorité qualifiée des cinq sixièmes du Folketing. La Première ministre sociale-démocrate Helle Thorning-Schmidt souhaite éviter un référendum, mais le Parti populaire danois et la Liste de l'unité, qui représentent ensemble plus d'un sixième des sièges au Parlement ne soutiennent pas la ratification au Parlement. Le 20 décembre 2013, Thorning-Schmidt annonce donc la tenue d'un référendum le 25 mai 2014, en parallèle des élections européennes.
Selon l'article 42 de la Constitution danoise, un projet soumis à référendum ne peut être rejeté que par une majorité absolue des électeurs exprimés, représentant eux-mêmes au moins 30 % des électeurs inscrits sur les listes électorales.

## Résultats
| Choix             | Votants   | Votants | Inscrits | Inscrits |
| Choix             | Voix      | %       | %        | Quorum   |
| ----------------- | --------- | ------- | -------- | -------- |
| Pour              | 1 386 881 | 62,47   | 33,62    |          |
| Contre            | 833 023   | 37,53   | 20,20    | 30 %     |
|                   |           |         |          |          |
| Votes valides     | 2 219 904 | 96,36   | 53,82    |          |
| Votes blancs      | 77 722    | 3,37    | 1,88     |          |
| Votes invalides   | 6 157     | 0,27    | 0,15     |          |
| Total des votants | 2 303 783 | 100,00  | 55,85    |          |
|                   |           |         |          |          |
| Abstentions       | 1 820 913 |         | 44,15    |          |
| Inscrits          | 4 124 696 | 100,00  |          |          |

| Pour 1 386 881 (62,47 %) |  |  | Contre 833 023 (37,53 %) |
| ▲                        |  |  |                          |
| Majorité absolue         |  |  |                          |